# Конрад V фон Бикенбах
Конрад V фон Бикенбах Млади (на немски: Konrad V 'der Jüngere' von Bickenbach Herr zu Klingenberg; † 4 октомври 1393, Клингенберг) е благородник от Бикенбах в Хесен, Германия, господар на Клингенберг ам Майн.

## Произход
Той е син на Конрад III фон Бикенбах († 1354) и втората му съпруга шенка Агнес фон Ербах-Ербах († сл. 1347), дъщеря на шенк Еберхард V фон Ербах-Ербах († пр. 1303) и Агнес Райц фон Бройберг († 10 юни 1302). Полубрат е на Конрад IV 'Стари' фон Бикенбах († 1374).
Господарите фон Бикенбах построяват ок. 1235 г., през първата половина на 13 век, замък Бикенбах, днешният дворец Алсбах, над селото Алсбах, на ок. 2 km от Бикенбах. От там те могат да контролират частта си на пътя Бергщрасе, който води за Дармщат.
Конрад V фон Бикенбах умира на 4 октомври 1393 г. в Клингенберг ам Майн и е погребан в Грубинген близо до Рьолфелд.

## Фамилия
Първи брак: пр. 13 март 1364 г. с Маргарета фон Хиршхорн († 15 юни 1380), дъщеря на Енгелхард II фон Хиршхорн († 1387) и Маргарета фон Ербах († 1381/1383). Бракът е бездетен.
Втори брак: сл. 15 юни 1380 г. с Маргарета фон Вайлнау († сл. 13 февруари 1390), дъщеря на граф Райнхард фон Вайлнау († 1333/1344) и Маргарета фон Залца († сл. 1365). Те имат децата:
- Анна фон Бикенбах († 22 март 1415), омъжена на 11/26 март 1398 г. за Йохан X Кемерер фон Вормс-Далберг († 1415)
- Улрих II фон Бикенбах († 4 юни 1461), господар на Клингенберг, женен за Елизабет Кемерер фон Вормс-Далберг († 1452), дъщеря на Дитер II Кемерер фон Вормс († 1398) и Гуда Ландшад фон Щайнах († 1403)
- Конрад фон Бикенбах (* пр. 1397; † пр. 1403)